# L'Anse Mitan
'L'Anse Mitan é um distrito localizado a nordeste de Moruga em Trinidad e Tobago. É uma rota alternativa para o retrait La renome nacional balneário do mar. L'Anse Mitan Road, na foz do rio Moruga, é conhecido como o local em que Cristóvão Colombo desembarcou em Trinidad e Tobago em 1498. O litoral ao longo da estrada é o local de um dos maiores pântanos de mangue no casaco do sul de Trindad.